# Bandiera della Carolina del Nord
La bandiera della Carolina del Nord è stata adottata nel marzo 1885.
L'originale bandiera, adottata nel 1861 dopo la secessione dello Stato dall'unione, venne modificata invertendo i colori della banda superiore e della banda verticale.
La bandiera attuale è composta da tre fasce i quali colori sono blu, rosso e bianco. Sulla fascia verticale blu è rappresentata una stella bianca, ai cui lati ci sono le lettere rappresentative della Carolina del Nord (NC). Sopra e sotto di esse ci sono due fasce con due date, quali 20 maggio 1775, data della Dichiarazione d'indipendenza di Mecklenburg, e 21 aprile 1776, data di adozione delle Risoluzioni di Halifax che stabiliva la nascita dello Stato.

## Bandiere storiche

Bandiera della Carolina del Nord (1861)